# 6308 Ебісузакі
6308 Ебісузакі (6308 Ebisuzaki) — астероїд головного поясу, відкритий 17 січня 1990 року.
Тіссеранів параметр щодо Юпітера — 3,182.